# Titusville (Florida)
Titusville is een plaats (city) in de Amerikaanse staat Florida, en valt bestuurlijk gezien onder Brevard County.
Gesticht door Kolonel Henry Theodore Titus in 1867, die na zijn pensioen hier een hotel bouwde samen met zijn vrouw. De regio waarin Titusville ligt wordt de Space Coast genoemd.

## Demografie
Bij de volkstelling in 2000 werd het aantal inwoners vastgesteld op 40.670.
In 2006 is het aantal inwoners door het United States Census Bureau geschat op 44.027, een stijging van 3357 (8.3%).

## Geografie
Volgens het United States Census Bureau beslaat de plaats een oppervlakte van
67,1 km², waarvan 55,1 km² land en 12,0 km² water. Titusville ligt op ongeveer 3 m boven zeeniveau.

## Plaatsen in de nabije omgeving
De onderstaande figuur toont nabijgelegen plaatsen in een straal van 28 km rond Titusville.

## Geboren
- Bill DeMott (1966), worstelaar